# Trabea rubriceps
Trabea rubriceps är en spindelart som beskrevs av Lawrence 1952. Trabea rubriceps ingår i släktet Trabea och familjen vargspindlar. Inga underarter finns listade i Catalogue of Life.